# Solbi
A SOLBI (Sociedade Lusobritânica de Informática Ltda) era a maior distribuidora portuguesa de material informático.
Foi fundada em 1987 por Carlos Maia Nogueira e foi declarada falência a 25 de Novembro de 2008. 
Possuia instalações em Carnaxide-Lisboa, no Porto, com representação em Angola, Espanha e Brasil.
A falta de estratégia originou a diminuição do negócio. Os sucessivos erros de gestão de vendas e compra de material, que atrasavam as entregas, dando prioridade a clientes ocasionais, que levaram a que os seus mais importantes clientes mudassem de parceiro, deixaram a Solbi na agonia e à insolvência declarada por tribunal.

## Empresas e Marcas
- Solbi Distribuição
- Solbi Retalhos
- Solbi Corporate
- City Serviços
- Solbinet - Solbishop
- City Desk Computer Systems
- City Control - Segurança e Domótica
- INFORMARCHÉ
- PCBox
- Lifetech